# Equazioni di Jefimenko
In elettromagnetismo, le equazioni di Jefimenko descrivono il comportamento del campo elettrico e del campo magnetico in funzione di sorgenti arbitrarie dipendenti dal tempo. Le equazioni, dovute a Oleg D. Jefimenko, sono pertanto soluzione delle equazioni di Maxwell per una distribuzione assegnata di cariche e correnti al tempo ritardato, e permettono di generalizzare la legge di Coulomb e la legge di Biot-Savart.

## Le equazioni

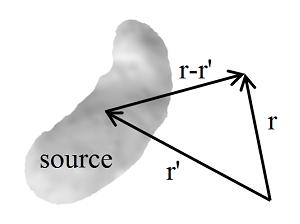
Il vettore è la posizione in cui viene calcolato il campo rispetto alla sorgente, integrata rispetto alla variabile.

Le equazioni di Jefimenko forniscono il campo elettrico ed il campo magnetico prodotti da una generica distribuzione di carica {\displaystyle \rho } o corrente elettrica {\displaystyle \mathbf {J} } dipendente dal tempo, ed hanno la seguente forma:
{\displaystyle \mathbf {E} (\mathbf {r} ,t)={\frac {1}{4\pi \varepsilon _{0}}}\int \left[\left({\frac {\rho (\mathbf {r} ',t_{r})}{|\mathbf {r} -\mathbf {r} '|^{3}}}+{\frac {1}{|\mathbf {r} -\mathbf {r} '|^{2}c}}{\frac {\partial \rho (\mathbf {r} ',t_{r})}{\partial t}}\right)(\mathbf {r} -\mathbf {r} ')-{\frac {1}{|\mathbf {r} -\mathbf {r} '|c^{2}}}{\frac {\partial \mathbf {J} (\mathbf {r} ',t_{r})}{\partial t}}\right]\mathrm {d} ^{3}\mathbf {r} '}
{\displaystyle \mathbf {B} (\mathbf {r} ,t)={\frac {\mu _{0}}{4\pi }}\int \left[{\frac {\mathbf {J} (\mathbf {r} ',t_{r})}{|\mathbf {r} -\mathbf {r} '|^{3}}}+{\frac {1}{|\mathbf {r} -\mathbf {r} '|^{2}c}}{\frac {\partial \mathbf {J} (\mathbf {r} ',t_{r})}{\partial t}}\right]\times (\mathbf {r} -\mathbf {r} ')\mathrm {d} ^{3}\mathbf {r} '}
dove {\displaystyle \mathbf {r} '} è un punto all'interno della distribuzione di carica, {\displaystyle \mathbf {r} } è un punto nello spazio e:
{\displaystyle t_{r}=t-{\frac {|\mathbf {r} -\mathbf {r} '|}{c}}}
è il tempo ritardato. Le espressioni per i campi nella materia {\displaystyle \mathbf {D} } e {\displaystyle \mathbf {H} } hanno la stessa forma.

## Derivazione a partire dai potenziali ritardati
Si possono derivare le equazioni di Jefimenko a partire dai potenziali ritardati {\displaystyle \varphi } ed {\displaystyle \mathbf {A} }, che hanno la forma: 
{\displaystyle \varphi (\mathbf {r} ,t)={\dfrac {1}{4\pi \varepsilon _{0}}}\int {\dfrac {\rho (\mathbf {r} ',t_{r})}{|\mathbf {r} -\mathbf {r} '|}}\mathrm {d} ^{3}\mathbf {r} '\qquad \mathbf {A} (\mathbf {r} ,t)={\dfrac {\mu _{0}}{4\pi }}\int {\dfrac {\mathbf {J} (\mathbf {r} ',t_{r})}{|\mathbf {r} -\mathbf {r} '|}}\mathrm {d} ^{3}\mathbf {r} '}
I potenziali sono soluzione delle equazioni di Maxwell, e pertanto sostituendo la loro espressione nella definizione del potenziale elettromagnetico stesso:
{\displaystyle \mathbf {E} =-\nabla \varphi -{\dfrac {\partial \mathbf {A} }{\partial t}}\,\qquad \mathbf {B} =\nabla \times \mathbf {A} }
ed utilizzando la relazione:
{\displaystyle c^{2}={\frac {1}{\varepsilon _{0}\mu _{0}}}}
si possono ottenere le equazioni di Jefimenko rimpiazzando {\displaystyle \varphi } ed {\displaystyle \mathbf {A} } con i campi {\displaystyle \mathbf {E} } e {\displaystyle \mathbf {B} }.